# هورنی کالنا
هورنی کالنا (به چکی: Horní Kalná) یک منطقهٔ مسکونی در جمهوری چک است که در منطقه تروتنوف واقع شده‌است.
 هورنی کالنا  ۳۶۰ نفر جمعیت دارد.